# Dujker
Dujker (Cephalophus) – rodzaj ssaków z podrodziny antylop (Antilopinae) w obrębie rodziny wołowatych (Bovidae). 

## Rozmieszczenie geograficzne
Rodzaj obejmuje gatunki występujące we wschodniej, środkowej i zachodniej Afryce. 

## Morfologia
Długość ciała 76–145 cm, długość ogona 8–15 cm, wysokość w kłębie 45–85 cm; masa ciała 17,9–80 kg. Dymorfizm płciowy słabo zaznaczony; samice są generalnie nieco większe i cięższe od samców. Rogi o długości 5,4–21,3 cm nie wystają ponad wysokość uszu, u samic trochę krótsze. U przedstawicieli obu płci występują gruczoły policzkowe, których wydzieliną samice zaznaczają swoje młode. U samic występują dwie pary sutków. Wzór zębowy: I {\displaystyle {\tfrac {0}{3}}} C {\displaystyle {\tfrac {0}{1}}} P {\displaystyle {\tfrac {3}{3}}} M {\displaystyle {\tfrac {3}{3}}} (x2) = 32.

## Systematyka
Rodzaj (w randze podrodzaju w obrębie Antilope) zdefiniował w 1827 roku brytyjski przyrodnik Charles Hamilton Smith w rozdziale zatytułowanym Streszczenie gatunków z gromady ssaków w publikacji pod redakcją Edwarda Griffitha o tytule Królestwo zwierząt: uporządkowane zgodnie ze swoją organizacją. Smith wymienił jedenaście gatunków – Antilope quadriscopa C.H. Smith, 1827, Antilope silvicultrix Afzelius, 1815, Antilope maxwellii C.H. Smith, 1827, Antilope philantomba C.H. Smith, 1827 (= Antilope maxwellii C.H. Smith, 1827), Antilope caerula C.H. Smith, 1827 (= Capra monticola Thunberg, 1789), Antilope perpusilla C.H. Smith, 1827 (= Capra monticola Thunberg, 1789), Capra grimmia Linnaeus, 1758, Antilope burchellii C.H. Smith, 1827 (= Capra grimmia Linnaeus, 1758), Antilope mergens Desmarest, 1816 (= Capra grimmia Linnaeus, 1758), Antilope platous C.H. Smith, 1827 (= Capra grimmia Linnaeus, 1758), Antilope ptoox C.H. Smith, 1827 (= Capra grimmia Linnaeus, 1758) – z których gatunkiem typowym jest (późniejsze oznaczenie) Antilope silvicultrix Afzelius, 1815.

### Etymologia
- Cephalophus (Cephalolophus): gr. κεφαλη kephalē ‘głowa’; λοφος lophos ‘grzebień, czub’[14].
- Terpone (Terphone): etymologia niejasna, Gray nie wyjaśnił znaczenia nazwy rodzajowej[3][15]. Gatunek typowy (oznaczenie monotypowe): Cephalophus longiceps J.E. Gray, 1865 (= Antilope silvicultrix Afzelius, 1815).
- Potamotragus: gr. ποταμος potamos ‘rzeka’; τραγος tragos ‘kozioł’[16]. Gatunek typowy (oznaczenie monotypowe): Cephalophus melanoprymnus J.E. Gray, 1871 (= Antilope silvicultrix Afzelius, 1815).
- Cephalophops: rodzaj Cephalophus C.H. Smith, 1827; gr. ωψ ōps, ωπος ōpos ‘wygląd, oblicze’[17]. Gatunek typowy (oznaczenie monotypowe): Cephalophus dorsalis J.E. Gray, 1846.

### Podział systematyczny
Po rewizji taksonomicznej przeprowadzonej w 2022 roku do rodzaju należą następujące gatunki:
| Grafika | Gatunek                 | Autor i rok opisu | Nazwa zwyczajowa   | Podgatunki         | Rozmieszczenie geograficzne | Podstawowe wymiary                            | Status IUCN |
| ------- | ----------------------- | ----------------- | ------------------ | ------------------ | --- | --------------------------------------------- | ----------- |
|         | Cephalophus dorsalis    | J.E. Gray, 1846   | dujker czarnopręgi | 2 podgatunki       | rozłączone populacje w Afryce Zachodniej (od Gwinei Bissau na wschód do Togo) i Środkowej (północno-wschodnia Nigeria, na wschód of rzeki Cross River, Kamerun, południowa Republika Środkowoafrykańska i wschodnia Demokratyczna Republika Konga na południe do północnej Angoli); zakres wysokości: 0–1500 m n.p.m. | DC: 76–103 cm DO: 8,1–12,3 cm MC: 17,9–24 kg  | NT          |
|         | Cephalophus jentinki    | O. Thomas, 1892   | dujker duży        | gatunek monotypowy | Senegal, Liberia i południowo-zachodnie Wybrzeże Kości Słoniowej, graniczy od wschodu z rzeką Niouniourou; zakres wysokości: 0–1200 m n.p.m. | DC: około 135 cm DO: około 15 cm MC: 56–79 kg | EN          |
|         | Cephalophus silvicultor | (Afzelius, 1815)  | dujker żółtopręgi  | 4 podgatunki       | południowy Senegal na wschód do południowego Czadu, południowo-zachodniego Sudanu Południowego i zachodniej Kenii, na południe przez Kotlinę Konga to Angoli i Zambii; zakres wysokości: 0–1200 m n.p.m. | DC: 115–145 cm DO: 11–18 cm MC: 45–80 kg      | NT          |
|         | Cephalophus spadix      | F.W. True, 1890   | dujker tanzański   | gatunek monotypowy | endemit Tanzanii: góry Kilimandżaro i Meru oraz łańcuchy górskie Usambara, Uluguru, Udzungwa i Rungwe; zakres wysokości: 300–4000 m n.p.m. | DC: 97–140 cm DO: 8–13 cm MC: 50–60 kg        | EN          |

Kategorie IUCN:  NT  – gatunek bliski zagrożenia,  EN  – gatunek zagrożony.